# Karl Albert de Longueval

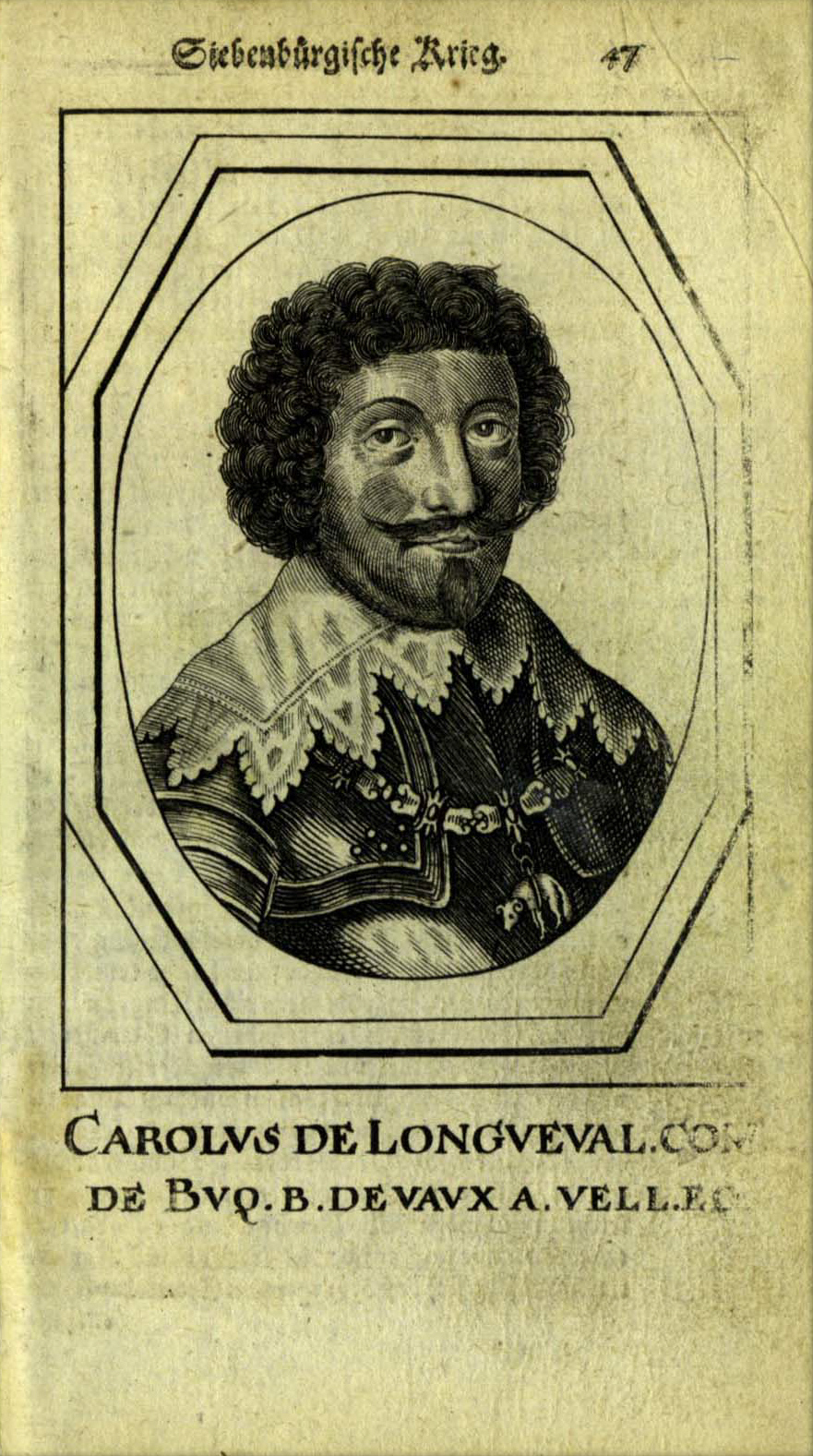
Karl Albert von Longueval (1607–1663)

Karl Albert von Longueval (* 1607; † 29. März 1663 in Mons) war 3. Graf von Bucquoy, Baron de Vau(l)x, Grande von Spanien, Ritter des Ordens vom Goldenen Vlies sowie königlich spanischer Statthalter (Grand-Bailli) der Grafschaft Hennegau.

## Leben
Seine Eltern waren Charles Bonaventure de Longueval, 2. Graf von Bucquoy, und dessen Ehefrau Magdalene von Biglia aus Mailand.
Er besaß umfangreiche Güter in Böhmen und den Spanischen Niederlanden, wie Bucquoy, Achiet-le-Petit, Vaulx, Puisieux, Gratzen, Rosenberg, Libiegitz, und Farciennes. In Farciennes baute er 1637 ein Schloss.
Er war spanischer Statthalter im Hennegau und Gouverneur von Valenciennes; außerdem war er General der Artillerie und General der Kavallerie.

### Familie
Longueval war mit Maria Philippine Wilhelmine de Croy, Comtesse de Solre, verheiratet. Sie war die Tochter von Johann Baptist de Croy und Johanna de Lalaing, Gräfin von Conde.
Das Paar hatte acht Kinder darunter:
- Ferdinand Karl (* 1634; † 19. Januar 1685) ⚭ Margaretha Magdalena von Abensperg und Traun (* 13. September 1649; † 5. Dezember 1706)
- Carl Philipp (* 1636; † 1. Dezember 1690) ab 1688 spanischer Fürst ⚭ Maria Margareta Franziska de Hornes († 4. November 1700). Sie war die Tochter von Philippe Lamoral († 1654)
- Albert Karl (* 1637; † 5. Oktober 1714) k. k. Hof- und Kriegsrat

⚭ 15. März 1671 Elisabeth Polyxena Cavriani († 1703)
⚭ 29. September 1703 Antonie Renata Czernin von und zu Chudenitz (* 1687; † 7. September 1733)
- Alexander Onuphrius (* 1643; † 29. März 1676, auf den Weg nach Messina überfallen und getötet)
- Landelius († 19. August 1691 in Slankamen) ⚭ Maria Anna Magdalena de la Pierre
- Maria Celestina (* 6. April 1639; † 17. März 1680)

⚭ Marquis Charles D'Aynes
⚭ 23. November 1661 Ferdinand de Merode, Graf von Merode-Montfort; (* 19. November 1633; † 17. Oktober 1679)
- Maria Eugenia Brigitta  (* 1654; † 21. April 1714) ⚭ 1672 Guillaume François, Graf d' Argenteau[2]
- Maria Magdalena Wilhelmine ⚭ Fürst Albert Octave t’Serclaes de Tilly (* 22. Dezember 1646; † 3. September 1715), Großneffe des Feldherrn Johann Tilly[3]
- Isabelle Margarethe (* 1641) ⚭ 4. Juli 1668 Guillaume de Mailly, Marquis du Quesnoy, Vicomte d'Eps[4]
- Theresia (* 1645; † jung)
- Eugen  (* 1647; † jung)
- Josef (* 1648; † 15. November 1677)